# Marius Bejan
Marius Bejan, né le 11 juillet 1979 à Bârlad (Roumanie), est un joueur de rugby à XV roumain.

## Carrière

### En club
- Steaua Bucarest
- Lille MR (Fédérale 2)
- Stade domontois (Fédérale 1)

### En équipe nationale
- Marius Bejan a connu sa première sélection en équipe de Roumanie le 2 juin 2001 contre l'Irlande.

## Palmarès

### En équipe nationale
- 6 sélections
- 1 essai (5 points)
- Sélections par année : 2 en 2001, 1 en 2002, 2 en 2003, 1 en 2004